# Shine (Joni-Mitchell-Album)
Shine ist das 17. Studioalbum der kanadischen Liedermacherin Joni Mitchell und wurde am 25. September 2007 veröffentlicht. Nach neun Jahren war es das erste Album der Liedermacherin mit neuen Songs nach Taming the Tiger von 1998.
Joni Mitchell, die sich nach eigener Aussage aus dem Musikgeschäft zurückgezogen hatte, unterzeichnete einen Vertrag mit Starbucks’ Hear Music über zwei Alben, der mit der Veröffentlichung von „Shine“ seinen Anfang nahm. Die 10-Titel-CD „fühlt sich an wie die Rückkehr der Märchenerzählerin Joni Mitchell“, meinte Ken Lombard, der Präsident von Starbucks Entertainment, der auch als Schirmherr bei Hear Music fungiert. Zuvor nahm Mitchell für Warner Music auf.
In den Vereinigten Staaten verkaufte sich das Album in der ersten Woche nach Erscheinen ungefähr 40.000 Mal und setzte sich auf Anhieb auf Platz 14 der Billboard 200 Liste; das war Joni Mitchells beste Spitzen-Position in Amerika seit dem 1976er Album Hejira. Shine gipfelte auch mit Nummer 36 in den britischen Listen und machte es dort zu Mitchells erstem Top-40-Album seit 1991.
In seiner ersten Verkaufswoche wurden von Shine weltweit ungefähr 60.000 Exemplare abgesetzt.

## Vorstellung
Das Album wurde live gespielt mit einem begleitenden choreographierten Ballett-Tanz, aufgeführt vom Alberta Ballett. Es wurde filmisch erfasst und am 25. September 2007 in New York City im Sunshine Theater in der Houston Street vor einem Publikum gezeigt. Der Ballett-Hintergrund war mit Fotografien von Joni Mitchell ausgestattet. Diese Fotos wurden mit einer Kamera aufgenommen, die auf eine Fernsehwand mit invertiertem Bild gerichtet war, indem sie ein grün-weißes Bild erzeugte. Die Fotos wurden in derselben Nacht, als der Film gezeigt wurde, auch an der Violet Ray Gallery ausgestellt. Das Cover von Shine zeigt ein Standfoto der Ballett-Tänzer.

## Geschichte
Im Jahr 2002 hatte Joni Mitchell sich vom Musikgeschäft abgewendet. Erst als sie vom Ottawa Citizen im Oktober 2006 angesprochen wurde, erfuhr die Öffentlichkeit wieder davon, dass sie zum Liederschreiben und zu Aufnahmen zurückgekehrt war. In einem Interview mit der Tageszeitung verriet Mitchell, dass sie „gerade dabei sei, ihre erste Sammlung neuer Songs seit fast einem Jahrzehnt aufzunehmen“, nannte aber keine Einzelheiten. Vier Monate später sagte Joni in einem Interview mit The New York Times, dass das Album aufgrund des Irak-Krieges und „einer Bemerkung, die ihr Enkel während einer familiären Auseinandersetzung vorbrachte“, zustande kam: „Schlechte Träume sind gut – im großen Plan“ ('Bad dreams are good – in the great plan'). Und obwohl Mitchell der New York Times mitteilte, der Titel des Albums laute entweder Strange Birds of Appetite oder If, wurde der Titel Shine am 15. März 2007 auf ihrer offiziellen Website bestätigt.
The Sunday Times berichtete im Februar 2007, das Album habe „ein Minimalgefühl, eine Spärlichkeit, die auf ihre frühe Arbeit zurückgreift“, und ergänzte, dass „Ruhe und einige gute Heiler“ einiges von ihrer stimmlichen Kraft wiederhergestellt hatten. Mitchell selbst beschrieb Shine als „die bedeutsamste Arbeit, die ich jemals gemacht habe.“

## Titel-Liste
1. „One Week Last Summer“ – 4:59
2. „This Place“ – 3:54
  - In einem Interview bezog sich Mitchell darauf, dass sie zu einem „zweiten Gitarrenlied angeregt wurde, als beschlossen wurde, diesen Berg hinter meinem heiligen Platz abzugraben und ihn als Bauschotter für 08/15-Häuser nach Kalifornien zu verkaufen [sic].“[6]
3. „If I Had a Heart“ – 4:04
  - „If I Had a Heart, I'd Cry“ ist als Reaktion auf den Zustand der Umwelt zu verstehen und was Mitchell als den laufenden „Heiligen Krieg“ bezeichnete. Im Februar 2007 beschrieb The New York Times das Lied als „eine der eindringlichsten Melodien, die sie je geschrieben hat“. Als Anstoß dazu, den Song zu schreiben, erklärte Mitchell, „Mein Herz ist gebrochen angesichts der Dummheit meiner Spezies. Ich kann darüber nicht weinen. Auf eine Art und Weise bin ich dagegen geimpft. Ich habe diesen Schmerz seit so langem erfahren… Der Westen hat die ganze Welt auf einen außer Kontrolle geratenen Zug geladen. Wir sind auf dem Weg dazu, uns als Spezies auszulöschen.“[4]
4. „Hana“ – 3:43
5. „Bad Dreams“ – 5:41
  - „Bad Dreams Are Good“ wurde durch eine Bemerkung, die Mitchells Enkel im Alter von drei Jahren machte, inspiriert: „Schlechte Träume sind gut, im großen Plan.“ („Bad dreams are good, in the great plan.“) In einem BBC2-Radiointerview mit Amanda Ghost vom März 2007 meinte die Sängerin scherzend, sie habe es versprochen, „ihn zum Nutzen des Liedes einzuschneiden“.[7]
  - Der Liedertext erschien am 17. September 2007 als Gedicht im New Yorker.[8]
6. „Big Yellow Taxi (2007)“ – 2:47
  - Mitchells umwelt-thematisierte Hit-Single von 1970, die damals auf der LP Ladies of the Canyon veröffentlicht wurde, in einer neuen Fassung.
7. „Night of the Iguana“ – 4:38
  - Basiert auf dem Drama The Night of the Iguana (deutsch Die Nacht des Leguan) von Tennessee Williams.
8. „Strong and Wrong“ – 4:04
9. „Shine“ – 7:29
  - Toronto Globe and Mail beschrieb diesen Song als „ein üppiges Wiegenlied für die Seele“[9]
  - Der Text nimmt Bezug auf den „Pfarrer Pearson“ Carlton Pearson.
10. „If“ – 5:32
  - Dieser Song basiert auf dem gleichnamigen Gedicht von Rudyard Kipling. Das jazzig angehauchte Stück zeichnet sich durch das Klavierspiel von Herbie Hancock aus.[10]

## Musikalben-Verkaufslisten
| Alben Listen             | Spitzen Platz |
| ------------------------ | ------------- |
| U.S Billboard Charts     | 14            |
| U.S. Top Digital Albums  | 21            |
| U.S Top Internet Albums  | 8             |
| U.S Top Rock Albums      | 3             |
| UK Album Charts          | 36            |
| Canadian Album Charts    | 13            |
| Australian Album Charts  | 71            |
| Norway Album Charts      | 10            |
| Sweden Album Charts      | 25            |
| French Album Charts      | 103           |
| Netherlands Album Charts | 44            |
| Italian Album Charts     | 30            |
| Irish Album Charts       | 59            |
| Swiss Album Charts       | 100           |
| European Top 100 Albums  | 56            |
| United World Charts      | 24            |

## Auszeichnungen
Der Titel One Week Last Summer erhielt einen Grammy in der Kategorie „Best Pop Instrumental Performance“.